# Длинная улица (Прага)
Длинная улица (чеш. Dlouhá ulice) — улица в центре Праги, столицы Чехии. Находится в Старом городе, соединяет Староместскую площадь с улицей Революции.

## География
Длинная улица идёт от Староместской площади в северо-восточном направлении и дугой поворачивает на восток, параллельно Влтаве. Пересекает улицу Рыбную. Вертикально упирается в Революционную улицу, где переходит в улицу Соукеницкую.
Протяжённость улицы составляет более 600 м.

## История
Исторически здесь с момента образования поселения вокруг рыночной площади (позже Староместской площади) проходил один из важнейших торговых путей, продолжавшийся через немецкое купеческое поселение в районе Петрска-Чтврт (вокруг Петровской площади) до брода возле острова Штванице и далее, который соединял соединил Прагу с Восточной Чехией.